# Danish Imports
Danish Imports är ett musikalbum från 1959 med jazzviolinisten Svend Asmussenoch gitarristen Ulrik Neumann.

## Låtlista
1. Cherokee (Ray Noble) – 2:27
2. Summertime (George Gershwin/Ira Gershwin/DuBose Heyward) – 2:29
3. Honeysuckle Rose (Fats Waller/Andy Razaf) – 2:29
4. Blue Orchids (Hoagy Carmichael) – 3:20
5. California Here I Come (Buddy DeSylva/Joseph Meyer/Al Jolson) – 1:54
6. It Ain't Necessarily So (George Gershwin/Ira Gershwin) – 2:10
7. Flamingo (Ted Grouya/Edmund Anderson) – 2:56
8. Hallelujah (Vincent Youmans/Leo Robin/Clifford Grey) – 1:35
9. Yesterdays (Jerome Kern/Otto Harbach) – 2:51
10. Tea for Two (Vincent Youmans/Irving Caesar) – 2:22
11. The Blue Room (Richard Rodgers/Lorenz Hart) – 2:38
12. Liza (George Gershwin/Ira Gershwin/Gus Kahn) – 1:17

## Medverkande
- Svend Asmussen – violin
- Ulrik Neumann – gitarr